# 1073 (numero)
Millesettantatré (1073) è il numero naturale dopo il 1072 e prima del 1074.

## Proprietà matematiche
- È un numero dispari.
- È un numero composto da 4 divisori: 1, 29, 37, 1073. Poiché la somma dei suoi divisori (escluso il numero stesso) è 67 < 1073, è un numero difettivo.
- È un numero semiprimo.
- È un numero nontotiente in quanto dispari e diverso da 1.
- È un numero ondulante nel sistema posizionale a base 6 (4545).
- È un numero congruente.
- È un numero malvagio.
- È parte delle terne pitagoriche (264, 1073, 1105), (348, 1015, 1073), (448, 975, 1073), (495, 952, 1073), (740, 777, 1073), (1073, 15540, 15577), (1073, 19836, 19865), (1073, 575664, 575665).

## Astronomia
- 1073 Gellivara è un asteroide della fascia principale del sistema solare.
- NGC 1073 è una galassia nella costellazione della Balena.

## Astronautica
- Cosmos 1073 è un satellite artificiale russo.